# Bob Zoom
Bob Zoom é um projeto de entretenimento infantil criado em 2012. Bob Zoom existem músicas, produtos oferecidos por Mercado Livre, eventos e outros.

## Personagens

### Alex
Alex é um vagalume e por ser o único que sabe voar, Alex acaba ajudando a turma toda a ver o mundo de um outro ponto de vista. Sua principal característica é não conseguir controlar seu bumbum iluminado quando está assustado.

### Bob Zoom
Bob Zoom é uma formiga que é muito esperto, corajoso e que adora explorar os arredores do jardim onde está seu formigueiro.

### Eva
Eva é uma minhoca genial e já sabe ler e escrever e é apaixonada por livros e tecnologia.

### Lola
Lola é uma joaninha de super otimista, romântica e simpática.

### Zig e Zag
Zig e Zag são duas abelhas gêmeas. Por serem novinhas, agem basicamente por instinto, querendo sempre se divertir acima de tudo.